# Ferdinand Lammeyer

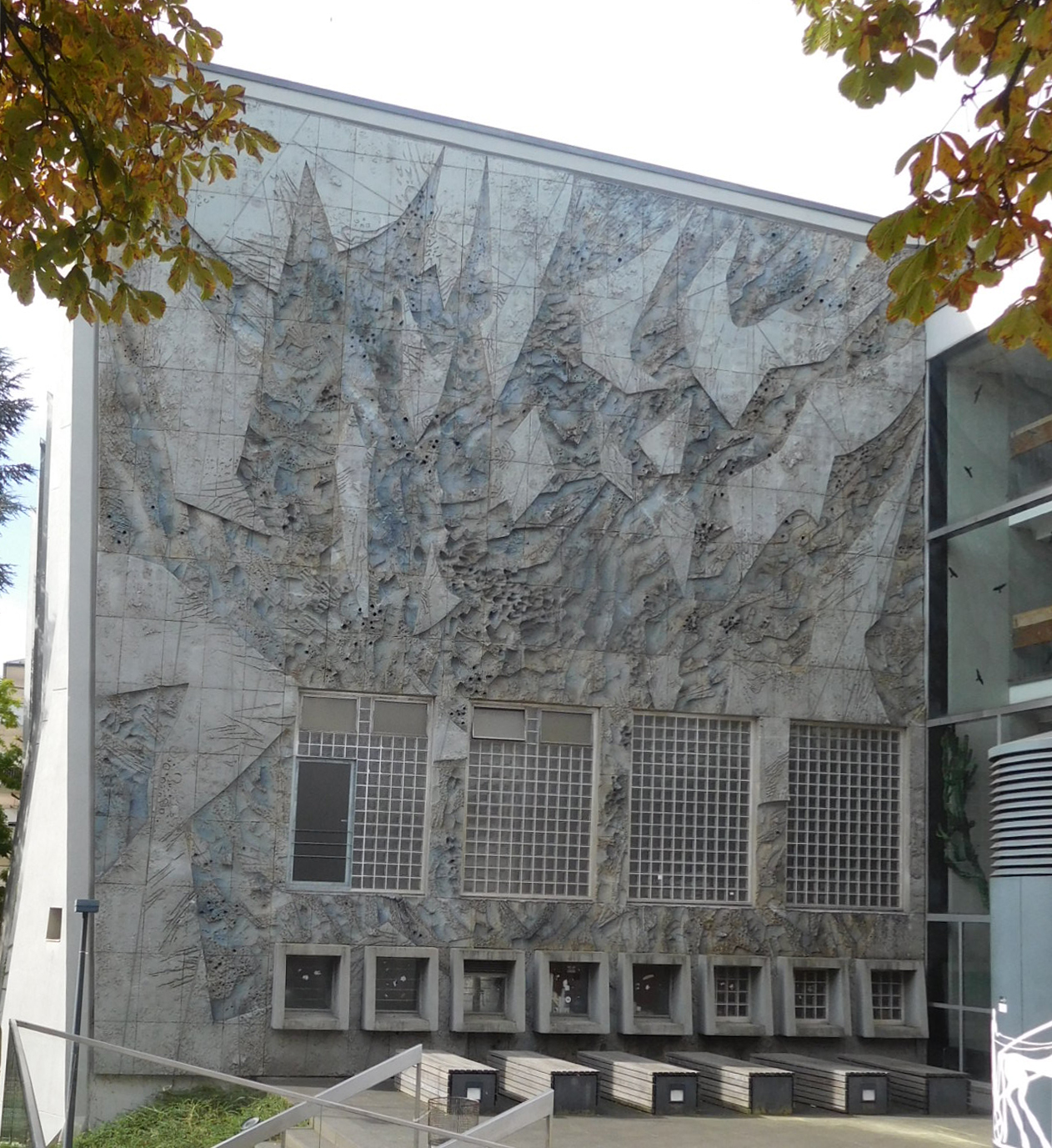
Ferdinand Lammeyer: Aufbruch, Lessing-Gymnasium, Frankfurt am Main

Ferdinand Lammeyer (* 12. Dezember 1899 in Fulda; † 27. August 1995 in Bischofsheim in der Rhön) war ein deutscher Maler. Von 1959 bis 1965 war er Direktor der Staatlichen Hochschule für Bildende Künste (Städelschule) in Frankfurt am Main.

## Leben und Wirken
Lammeyer wurde als Sohn des Schuhhändlers Thomas Lammeyer und seiner Ehefrau Katharina (geb. Klitschl) geboren. Er studierte von 1921 bis 1925 an der Städelschule, unter anderem bei dem Landschaftsmaler Andreas Egersdörfer (1866–1946). 1925 eröffnete er in Frankfurt ein eigenes Atelier, 1928 wurde er Mitglied der Darmstädter Sezession. 1932 ging Lammeyer zum Studium der Wandmalerei zu Kurt Wehlte nach Berlin. 1937 wurden in der Nazi-Aktion „Entartete Kunst“ vier seiner früheren expressiven Bilder aus öffentlichen Sammlungen beschlagnahmt und vernichtet.
1942 heiratete er Charlotte Saffran (1914–1974). 1943 war er an der Ausstellung Junge Kunst im Deutschen Reich im Wiener Künstlerhaus mit sieben Arbeiten beteiligt. Lammeyer wirkte – bis zu der Zerstörung seines Ateliers und seiner Wohnung 1944 – als Kunstmaler in Frankfurt. Bei dem Bombenangriff wurden auch seine Bilder, Zeichnungen und Skizzen nahezu vollständig zerstört. Er zog als freischaffender Künstler nach Bischofsheim an der Rhön.
1950 war die Professur für Freie Malerei an der Städelschule neu zu besetzen. Ursprünglich war für diese Stelle der 1933 von den Nationalsozialisten von der Schule vertriebene Max Beckmann vorgesehen, der bereits zugesagt hatte, aber kurz vor der Berufung in New York City verstarb. Der Professor Franz Karl Delavilla drängte daraufhin das Kollegium, den ihm bekannten, jedoch international völlig unbekannten Maler Lammeyer als Professor und Leiter der Klasse für Freie Malerei zu berufen. Von 1953 bis 1959 war Lammeyer Vorsitzender der Künstlervereinigung Frankfurter Sezession und von 1959 bis 1965 Direktor der Städelschule. 1965 wurde er emeritiert und kehrte nach Bischofsheim zurück.
1967 gestaltete Lammeyer für den Neubau des Frankfurter Lessing-Gymnasiums das Keramik-Relief Aufbruch. Die aus Ton handgefertigten und glasierten Platten nehmen neben dem Treppenaufgang zum Hauptportal eine Fläche von 13 × 10 m ein und stellen drei schreitende Figuren dar.

## 1937 als „entartet“ aus öffentlichen Sammlungen beschlagnahmte und vernichtete Zeichnungen

### Schlesisches Museum der Bildenden Künste, Breslau
- Kleiner Garten (Tempera)
- Dorf im Winter (Tempera)

### Städelsches Kunstinstitut und Städtische Galerie, Frankfurt/Main
- Hofansicht (Gouache)
- Rhönlandschaft (Tusche)

## Ehrungen
- 1965 Ehrenplakette der Stadt Frankfurt und Eintrag in das Goldene Buch.

## Ausstellungen
- 1952: Ferdinand Lammeyer, Frankfurter Kunstkabinett, Frankfurt am Main
- 1953: Ferdinand Lammeyer / Temperaarbeiten 1945–1953, Nassauischer Kunstverein, Wiesbaden
- 1955: Ferdinand Lammeyer – Spanische Arbeiten, Kaisersaal im Stadtschloss, Fulda
- 1962: Loth, Lammeyer, Battke, Württembergischer Kunstverein, Kunstgebäude am Schlossplatz
- 1969: Lammeyer zum 60. Geburtstag, Fuldaer Stadtschloss
- 1999: Ferdinand Lammeyer (1899–1995), Verwandlung der Farbe, Retrospektive zum 100. Geburtstag, Vonderau-Museum, Fulda

## Sonderausstellungen zu Ferdinand Lammeyer
- 2014: Hans-Peter Porzner, Ferdinand Lammeyer. Die Verwandlung der Farbe. Oder: Ferdinand Lammeyer, K. O. Götz, Joseph Beuys. Die Geburt der Mickey Mouse in den Tannen von 1943 (11. März – 20. April 2014)[5][6]